# 1390
Пізнє Середньовіччя •  Відродження •  Реконкіста •  Ганза •  Столітня війна •  Велика схизма •  Монгольська імперія

## Геополітична ситуація
Державу османських турків очолює султан Баязид I (до 1402). Імператором Візантії є Іоанн V Палеолог (до 1391). Вацлав IV є королем Богемії та Німеччини. У Франції править Карл VI Божевільний (до 1422).
Апеннінський півострів розділений: північ належить Священній Римській імперії, середню частину займає Папська область, південь належить Неаполітанському королівству. Деякі міста півночі: Венеція, Піза, Генуя тощо, мають статус міст-республік. Триває боротьба гвельфів та гібелінів.
Майже весь Піренейський півострів займають християнські Кастилія і Леон, де править Енріке III (до 1406), Арагонське королівство, де править Хуан I Арагонський, та Португалія, де королює Жуан I Великий (до 1433). Під владою маврів залишилися тільки землі на самому півдні.
Річард II править в Англії (до 1400). У Норвегії, Данії та Швеції владу утримує Маргарита I Данська. В Угорщині правлять Сигізмунд I Люксембург та Марія Угорська (до 1395). Королем польсько-литовської держави є Владислав II Ягайло (до 1434).
Руські землі перебувають під владою Золотої Орди та польсько-литовської держави. Триває війна за галицько-волинську спадщину між Польщею та Литвою.
У Києві княжить Володимир Ольгердович (до 1394). Московське князівство очолює Василь I.
Монгольська імперія займає більшу частину Азії, але вона розділена на окремі улуси. На заході євразійських степів править Золота Орда. У Семиріччі та Ірані владу утримує емір Тамерлан.
У Єгипті панують мамлюки, а Мариніди у Магрибі. У Китаї править династії Мін. Делійський султанат є наймогутнішою державою Індії. В Японії триває період Муроматі.
Цивілізація мая переживає посткласичний період. У долині Мехіко склалася цивілізація ацтеків. Почала зароджуватися цивілізація інків.

## Події
- Перша згадка про місто Фастів (теперішня Київська область).
- Литовський князь Вітовт уклав союз з Тевтонським орденом проти польсько-литовського короля Ягайла. Спільні війська впродовж 5 тижнів тримали Вільнюс в облозі, але захопити місто не змогли.
- Іоанн VII Палеолог скинув з візантійського трону свого діда Іоанна V Палеолога. Йому вдалося протриматися при владі 6 місяців, після чого з допомогою візантійців Іоанн V повернув собі трон. Іоанн VII утік до турків.
- Турки захопили місто Філадельфія, останній анклав Візантії в Малій Азії.
- Королем Шотландії став Роберт III.
- Енріке III успадкував Кастилію та Леон.
- Розпочалася війна між Флоренцією та Болоньєю з одного боку та Міланом з іншого.
- Людовик II Анжуйський з тріумфом вступив у Неаполь.
- У Теночтітлані збудовано головний храм ацтеків Темпло Майор.